# Aneura flaccidissima
Aneura flaccidissima là một loài rêu trong họ Aneuraceae. Loài này được Schiffner Stephani mô tả khoa học đầu tiên năm 1899.